# Анна дьо Ноай
Анна, графиня дьо Ноай (на френски: Anna de Noailles, 15 ноември 1876 г. – 30 април 1933 г.), е френска поетеса, притежателка на литературен салон в Париж, по произход от румънската аристокрация и потомка на известни българи и гърци.

## Произход
Родена е в Париж като принцеса Анна-Елизабета Бибеску-Басараба де Бранковяну на 15 ноември 1876 г.
По бащина линия Анна е потомка на известните влашки болярски родове Бибеску и Крайовещи. Тя е 3-та дъщеря на влашкия принц Григорий Бибеску-Басараб де Бранковяну, който е син на влашкия княз Георги Бибеску и Зоя Маврокордато-Басараба.
Майка ѝ гъркинята Ралука (Ракел) Музурус, е известна музикантка, на която полският композитор Игнаци Падеревски посвещава своя творба. По майчина линия Анна е потомка на Софроний Врачански, тъй като майка ѝ, родена през 1839 г., е внучка на неговия внук Стефан Богориди от дъщеря му Ана Богориди и Константин Музурус – посланик на Високата порта в Лондон от 1850 г. до 1885 г.

## Живот и творчество
През 1897 г. Анна се омъжва за граф Матийо Фернанд Фредерик Паскал дьо Ноай от френския род Ноай. Бързо навлизат в каймака на парижкото общество. От брака им се ражда син – граф Ан-Жул дьо Ноай (1900 – 1979).
За 30 години творчество Анна дьо Ноай издава 10 стихосбирки, 3 новели и автобиография. Първата ѝ стихосбирка „Безбройно сърце“ излиза през 1901 г. Поезията ѝ, която се намира в тясна връзка със символизма, я прави изключително популярна. Анна поддържа близки отношения с интелектуалния, литературния и артистичния елит на френската столица, в това число с Марсел Пруст, Франсис Жам, Колет, Андре Жид, Фредерик Мистрал, Робер дьо Монтескьо, Пол Валери, Жан Кокто, Пиер Лоти, Пол Ервьо и Макс Жакоб.
Анна дьо Ноай става толкова популярна, че портретите ѝ рисуват някои от най-известните художници на епохата. През 1906 г. Огюст Роден пресъздава образа ѝ в скулптура, която може да бъде видяна в музея „Роден“ в Париж, а завършеният ѝ мраморен бюст е изложен в музея „Метрополитън“ в Ню Йорк.
Освен слава творчеството на Анна дьо Ноай ѝ носи множество признания и отличия – тя е първата дама на Oрдена на почетния легион, както и първата членка на Белгийската кралска академия за френски език и литература. През 1921 г. получава голямата награда на Френската академия. Графинята е член на журито, присъждащо наградата „Блументал“ за художници, скулптори, поети, писатели и музиканти от 1919 до 1954 г.
Анна дьо Ноай умира на 30 април 1933 г. в Париж и е погребана в гробището „Пер Лашез“.

## Стихосбирки
- Le Cœur innombrable (1901)
- L'Ombre des jours (1902)
- La Nouvelle Espérance (1903)
- Le Visage émerveillé (1904)
- La Domination (1905)
- Les Éblouissements (1907)
- Les Vivants et les Morts (1913)
- Les Forces éternelles (1920)
- Les Innocentes, ou La Sagesse des femmes (1923)
- Poème de l'amour (1924)
- L'Honneur de souffrir (1927)
- Le Livre de ma vie (1932)
- Derniers Vers et Poèmes d'enfance (1934)